# 安祖高顿
安祖高顿（Angelo Gordon）是一家美国另类投资管理公司，1988年11月由约翰·安祖和米高·高顿创立，二人曾在20世纪80年代共同管理罗斯柴尔德（L.F. Rothschild）的套利部门。
该公司100%由员工持股，已在美国证券交易委员会（SEC）注册，雇用员工约350名。安祖高顿专注于四大投资领域：信贷、房地产、私募股权以及多策略。在上述广阔领域内，公司提供以下方面的产品：不良债券和非投资级别公司信贷、可转换及合并套利、住宅和消费债务、能源直接贷款、房地产私募股权、房地产债务和贷款、净租赁房地产、私募股权、多策略以及中间市场直接贷款。安祖高顿提供两类投资结构：开放式对冲基金产品以及封闭式私募股权类型产品。
公司总部位于纽约市，在全球（包括：华盛顿特区、旧金山、洛杉矶、芝加哥、休斯顿、伦敦、阿姆斯特丹、香港、首尔以及东京）设有其他办事处。

## 历史
约翰·安祖与米高·高顿利用其在不良证券、风险套利及可转换套利领域15年的经验，深谋远虑地创立了这家公司。1993年，公司新增了多策略平台，为投资者提供涵盖安祖高顿多种投资策略、并能在市场变化时灵活配置的一站式基金。1998年，公司为扩增不良债券业务，新增杠杆贷款业务。
早在1990年，公司就开始通过投资破产房地产公司的不良证券来购买房地产。1993年，随着房地产市场在过多债务的重压下崩溃，公司适时推出机会型房地产策略投资，旨在通过增加营运收入，令相关地产得以改善和重新定位。
2002年初，公司为了更好地利用其营运伙伴网络，在其房地产策略中添加核心附加房地产，以购买高质量房地产。从2005年起，公司通过专注于亚洲的机会型房地产策略，扩充房地产业务产品。 随着2008年全球金融危机和2011年欧洲银行危机的爆发，由于区内价格下跌及流动性大大减弱，安祖高顿将欧洲房地产添加至其策略当中。
2005年，公司建立净租赁房地产策略，专注于低于投资级别的租户。此外，安祖高顿还进军房地产和信贷的交叉领域，在2006年添加房地产债务，2008年添加住宅和消费债务。
2009年，安祖高顿在PPIP——公共和私人投资合作计划中，成为与美国财政部、美国联邦储备委员会以及美国联邦存款保险公司合作的九家私人投资公司中的一家。在全球金融危机爆发后，美国政府与这些精心挑选的公司共同投资，放开冻结的信贷市场。该计划取得了巨大成功。
公司利用2008年金融危机后银行收缩对中小公司贷款的机遇，在2013年开始对能源公司进行优先担保直接贷款，并在2014年开始为私募股权赞助团体的中间市场借款人提供银行贷款。
2013年10月，罗伦斯·施洛 加入安祖高顿公司担任总裁。 2016年3月，罗佗斯. 施洛先生离开了公司。

## 主要人员
- 米高. 高顿先生：合伙创办人、首席执行及投资官
- Kirk Wickman先生：首席运营官
- 合伙创办人约翰·安杰罗于2016年去世 [19]

## 奖项和殊荣
安祖高顿的投资组合经理近年来在其投资策略方面的出色表现有目共睹。2013年，安祖高顿的CMBS基金和非投资级别公司信贷基金被彭博评为最佳动向固定收益基金（Best Performance for Directional Fixed Income）。 2013年和2014年，RMBS/ABS基金位列Barron’s最优100家对冲基金排名榜（Top 100 Hedge Funds）。安祖高顿的旗舰多策略基金于2012年位列Business Insider100家最成功的对冲基金（100 Most Successful Hedge Funds）名单中，于2013年荣获彭博100家表现最佳大型对冲基金（100 Top Performing Large Hedge Funds），并于2014年荣获CreditFlux最佳信贷多策略（CreditFlux Best Credit Multistrategy）奖项。

## 投资
安祖高顿经营三种基本的投资工具类型：
- 非流动策略——包括不同的投资策略：不良证券、私募股权、三倍净租赁和房地产。
- 流动策略——信贷机遇、可转换套利及风险套利。
- 多策略——利用公司众多领域有吸引力的另类投资机遇。

## 另请参见
- Benihana

## 其他参考文献
- "Investors Sue Citigroup." New York Times, August 27, 2004
- "Mortgage Firm to File Bankruptcy（页面存档备份，存于）." Reuters, December 7, 2007
- "Angelo Gordon moves into hedge-lite strategies（页面存档备份，存于）." Reuters, June 13, 2007
- "Delta Financial selling big stake to Angelo Gordon（页面存档备份，存于）." MarketWatch, Nov. 16, 2007